# Novais (Vila Nova de Famalicão)
Novais is een plaats (freguesia) in de Portugese gemeente Vila Nova de Famalicão en telt 898 inwoners (2001).